# Stanislav Menshikov
Stanislav Mijáilovich Menshikov, en ruso: Станисла́в Миха́йлович Ме́ньшиков (Moscú, 12 de mayo de 1927 - Ámsterdam, 13 de noviembre de 2014), fue un economista y diplomático ruso. Casado con la economista Larissa Klimenko-Menshikova.

## Estudios
En 1948 se graduó en el Instituto Estatal de Relaciones Internacionales de Moscú (MGIMO). En 1951 obtuvo el Ph.D. en Economía con la tesis de grado "Acuerdo Internacional del Trigo ". En 1963 recibió el Doctorado en Ciencias Económicas con la tesis "La estructura de la oligarquía financiera de Estados Unidos".

## Carrera[2]
Entre 1951 y 1960 trabajó como profesor en MGIMO. Desde 1960 hasta 1970 fue subdirector del Instituto de Economía Mundial y Relaciones Internacionales, desde el cual apoyó las reformas de Nikita Jruschov. Fue miembro de los consejos editoriales del semanario Tiempos Nuevos (1955-1960), de la revista Economía Mundial y Relaciones Internacionales (1963-1971) y de la revista ЭКО ( 1969-1975 ). Entre 1970 y 1974 trabajó como jefe de división en el Instituto de Economía e Ingeniería Industrial de la rama siberiana de la Academia Rusa de las Ciencias en Novosibirsk y fue profesor y director del departamento de Economía de la Universidad Estatal de Novosibirsk.
Desde 1974 hasta 1978 fue subdirector de Planificación, Previsión y Políticas para el Desarrollo de la Secretaría Organización de las Naciones Unidas, tiempo durante el cual fue entrevistado a menudo por el New York Times. Entre 1978 y 1980 fue director de la División de Estudios Prospectivos y de Estudios Avanzados de la ONU. Desde el año 1980 hasta 1986 fue Consultor del Departamento Internacional del Comité Central del Partido Comunista de la Unión Soviética y portavoz sobre la política económica soviética en la TV de Estados Unidos. Entre 1986 y 1990 trabajó como consultor en la revista Problemas de la Paz y el Socialismo con sede en Praga.
Desde 1992 hasta 1997 fue profesor de la Universidad Erasmo de Róterdam. En 1992 y 1993 fue profesor del Instituto Tinbergen de la Universidad de Ámsterdam. Desde 1997 es científico jefe del departamento de Economía y profesor del Instituto de Economía Central y Matemáticas de la Academia de Ciencias de Rusia, en Moscú.  Dictºo conferencias conjuntamente con el autor y político ruso Sergei Glaziev.

## Obra
Autor de numerosos artículos, así como capítulos de recopilaciones, tanto en ruso como en inglés. Sus libros son los siguientes:
- El monopolio estadounidense en el mercado mundial, Sotsekgiz , 1958
- Las relaciones económicas internacionales (con N.N. y E.P. Lyubimlvym Pletnev) Международные отношения (Relaciones Internacionales), 1959
- Millonarios y managers, Mysl (Мысль, Pensamiento), 1965; Progreso, 1970
- El actual ciclo económico, Наука (Ciencia), 1964; en español: La economía del capitalismo y sus contradicciones en la etapa actual, Suramérica, 1966
- La política económica de la administración Kennedy, Pensamiento, 1965
- Nuevas tendencias en la gestión de las empresas de Estados Unidos, Наука, 1967
- La economía política del capitalismo monopolista de Estado, Мысль, 1970
- Modelo dinámico de la economía, 1972
- El Capitalismo Moderno: un resumen de Economía Política, Мысль, 1974
- Los modelos y pronósticos econométricos, Наука, 1975
- Los modelos de la economía de los Estados Unidos (con Yu Chizhov y E.M. Levitsky), Наука, 1975
- El ciclo económico: un nuevo fenómeno, Progreso, 1975
- La inflación y la regulación del ciclo de la economía, Мысль, 1979
- De la crisis a la crisis, 1981
- La economía sin futuro?, Мысль, 1986
- El Triángulo de las contradicciones, Nóvosti, 1987 (en español)
- Capitalismo, Socialismo y Coexistencia (con John Kenneth Galbraith),[8][9] Progreso, Houghton Mifflin , 1988; GeoPlaneta, 1989
- La carpeta secreta Jonsson, Relaciones Internacionales, 1988
- Las ondas largas de la economía (con L.A. Klimenko ), Relaciones Internacionales, 1989
- Catástrofe o catarsis?, Relaciones Internacionales, 1990
- Economía de la Compasión (escrito por solicitud del Dalái lama),[10] Metanoia, 1994, 2002
- Diamantes del Kremlin (novela), Relaciones Internacionales, 1996
- Economía de Rusia : problemas teóricos y prácticos de la transición a una economía de mercado, Relaciones Internacionales, 1996
- La nueva economía: Fundamentos de Estudios Económicos, Relaciones Internacionales, 1999
- Anatomía del capitalismo ruso, Relaciones Internacionales, 2004, 2008; Executive Intelligence Review, 2007
- Longevidad empresarial: un nuevo tipo de millonarios rusos. Los principios del éxito en los negocios, Penguin Books 2007 ( con G.N. Tsygalov )
- El tiempo y el de ellos mismos, Relaciones Internacionales , 2007.